# Karl Gustav von Baggehufwudt

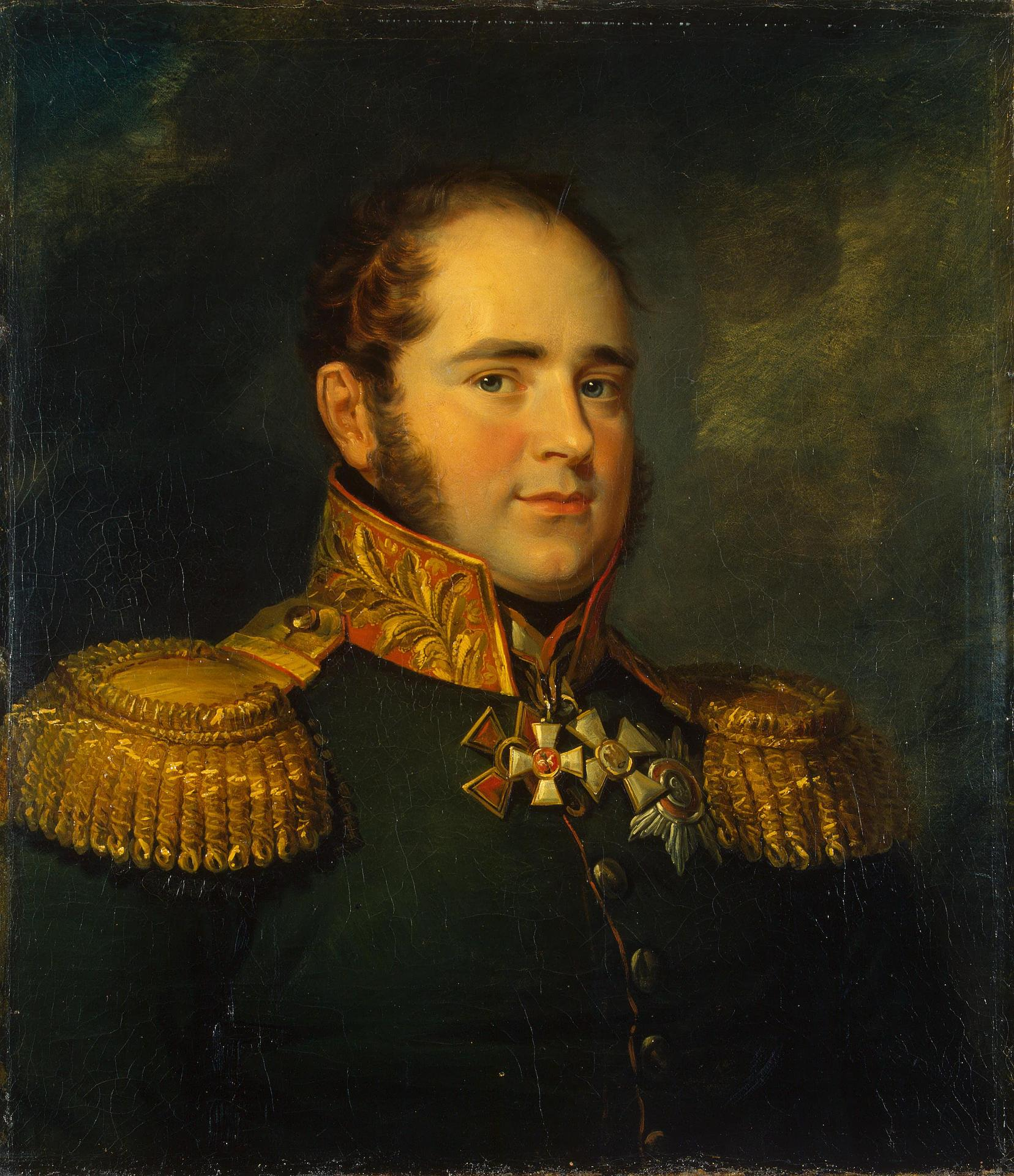
Karl Gustav von Baggehufwudt (posthum ca. 1824)

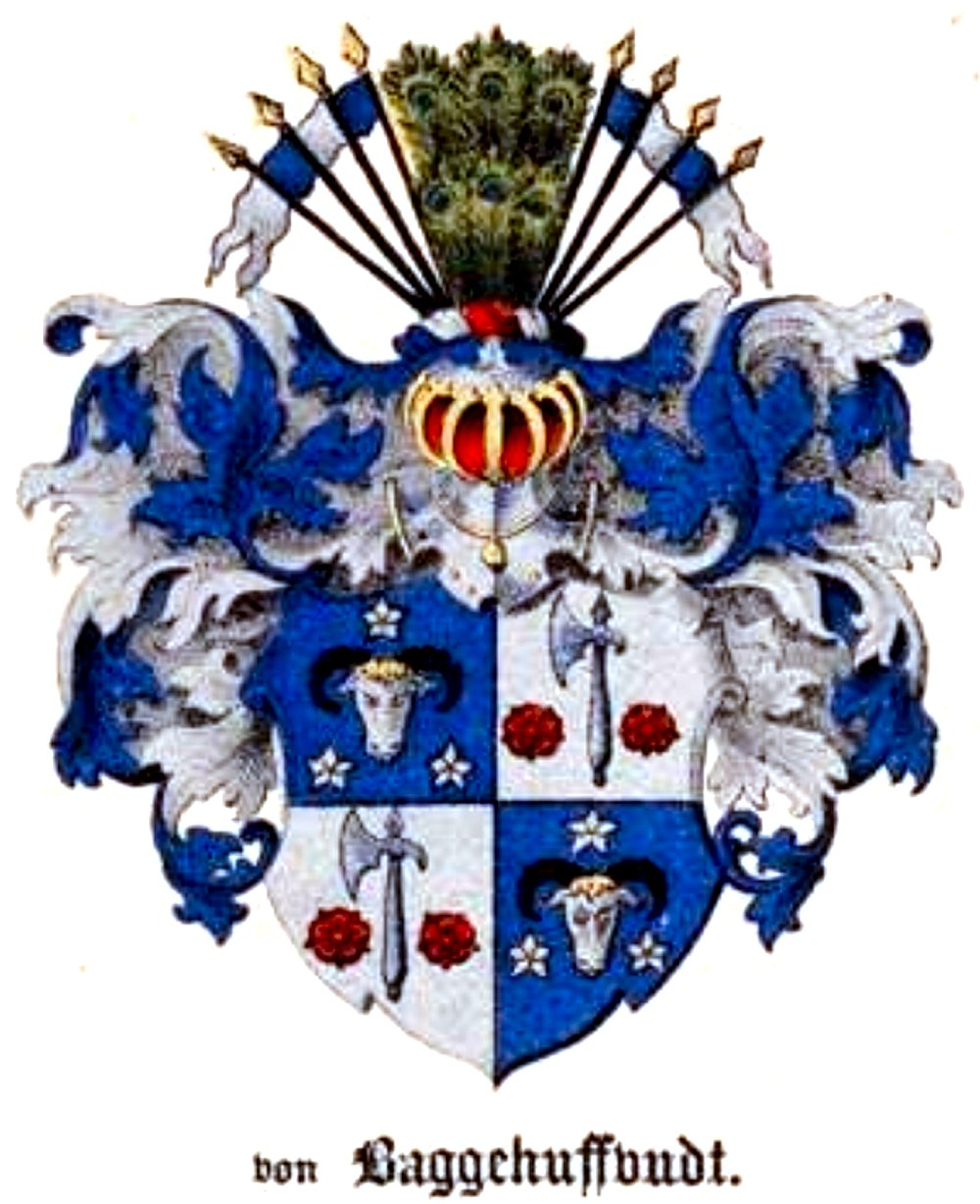
Wappen der Familie Baggehufwudt

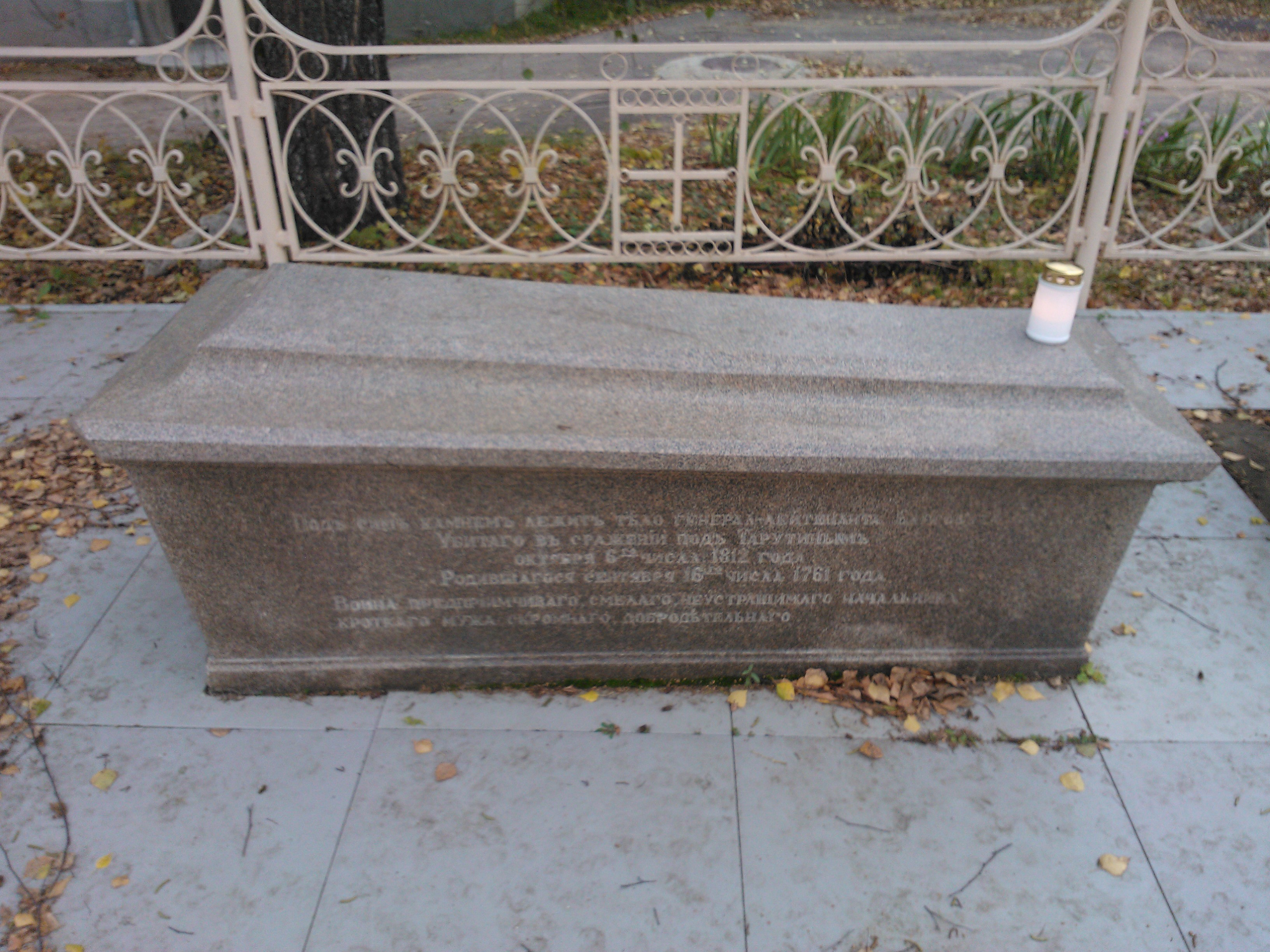
Grab Baggehufwudts (Kaluga 2015)

Karl Gustav von Baggehufwudt (russisch Карл Густав фон Баггехуфвудт, Карл Фёдорович Баггову́т; * 5. Septemberjul. / 16. September 1761greg. in Pergel; † 6. Oktoberjul. / 18. Oktober 1812greg. in Tarutino) war ein russischer Generalleutnant.

## Leben

### Herkunft und Familie
Karl entstammte dem skandinavischen Adelsgeschlecht Baggehufwudt, das mit den Schweden 1632 nach Estland gelangte und dort 1752 in Matrikel der Estländischen Ritterschaft aufgenommen wurde. Er war ein Sohn des Mannrichters und Erbherrn auf Hördel, Pergel und Rettel Friedrich Wilhelm von Baggehufwudt (1726–1785) und der Charlotta Eleonora, geb. von Rosenthal a. d. H. Pergel (1743–1768). Seine Ehefrau wurde  Elisabeth von Fock a. d. H. Hummala. Die Ehe blieb ohne Kinder.

### Werdegang
Baggehufwudt stand zunächst im Dienst des Markgrafen von Ansbach, trat aber 1779 ins russische Heer ein. 1783 stand er im Dnepr-Regiment und nahm an den Kämpfen gegen die Krimtataren teil. Nach seinem Wechsel zum Sibirischen Grenadier-Regiment kämpfte er im 2. Türkenkrieg, erhielt jedoch 1791 aus gesundheitlichen Gründen seinen Abschied als Major.
Er wurde 1792 wieder in Dienst genommen und zeichnete sich im Kościuszko-Aufstand bei Maciejowice aus. Nach seinem Aufstieg zum Oberstleutnant wurde er 1797 Kommandeur und 1798 Chef des 14. Jäger-Regiments. 1798 avancierte er zum Oberst und 1799 zum Generalmajor. Paul I. hatte ihn im Jahr 1800 verabschiedet, Alexander I. bereits in seinem ersten Regierungsjahr wieder eingestellt und zum Chef des 4. Jäger-Regiments gemacht. Während der Vierten Koalition führte er größere Verbände, nahm an der Schlacht bei Pułtusk teil und deckte bei Preußisch Eylau den Rückzug. Er erhielt für seinen Einsatz den St. Georgs-Orden III. Klasse, den St. Anna-Orden I. Klasse und den Roten Adlerorden I. Klasse. Nach seiner Beförderung zum Generalleutnant wurde er 1808 Kommandeur der 5. Division in Finnland und kämpfte im Finnischen Krieg. 1812 wurde er Kommandeur des. II. Infanterie-Korps der I. Armee unter  Barclay de Tolly. Während Napoleons Russlandfeldzug zeichnete er sich in der Schlacht bei Borodino aus und wurde mit dem Alexander-Newski-Orden geehrt. Er war auch Inhaber des St. Wladimir-Ordens II. Klasse. Baggehufwudt fiel in der Schlacht bei Tarutino und wurde im Kloster von Kaluga beigesetzt.